# راشد الخضر
راشد خالد الخضر (۱۹۵۶ – ۷ ژانویهٔ ۱۹۹۸) آهنگساز کویتی بود. او به ویژه در اواخر دههٔ ۱۹۷۰ و در طول دههٔ ۱۹۸۰ به شهرت رسید و آثارش تنوع قابل توجهی داشت؛ از ملودی‌های ملی و میهنی گرفته تا ترانه‌های عاشقانه و احساسی. او یکی از برجسته‌ترین و شناخته‌شده‌ترین آهنگسازان کویت و خلیج فارس به‌شمار می‌رفت. الخضر نقش مهمی در شروع و پیشرفت حرفه‌ای بزرگان موسیقی عربی خلیج فارس مانند نبیل شعیل، عبدالله الرویشد، عبدالکریم عبدالقادر، عبدالمجید عبدالله و نوال الکویتیه ایفا کرد. در طول مسیر هنری خود بیش از ۴۰۰ آهنگ ساخته است که شامل آثار متنوعی در حوزه‌های موسیقی غنایی، نمایش‌های صحنه‌ای، رادیویی و تلویزیونی می‌شود.

## زندگی و پیشه
راشد خالد محمد الخضر در سال ۱۹۵۶ در کویت زاده شد. از دوران کودکی به موسیقی علاقه‌مند بود و پیش از ورود به هنرستان موسیقی، نواختن عود را آموخت. او مدرک کارشناسی خود را در سال ۱۹۸۱ از مؤسسه عالی هنرهای موسیقی در کویت دریافت کرد و مدت تحصیل او در این مؤسسه ۸ سال به طول انجامید.راشد الخضر فعالیت هنری خود را از طریق مؤسسهٔ عالی هنرهای موسیقی آغاز کرد. او در دوران تحصیل در این مؤسسه، نخستین آهنگ خود را که هم آهنگسازی و هم ترانه‌سرایی آن را بر عهده داشت، در سال ۱۹۷۹ به خوانندهٔ کویتی، محمد البنای، ارائه کرد. از جمله آثار او برای البنای می‌توان به آهنگ «یا لیل طول علینا» اشاره کرد. الخضر پس از فارغ‌التحصیلی، تحصیلات عالی خود را ادامه داد و به مدت یک سال به‌عنوان مدرس دروس ساز قانون در مؤسسه فعالیت کرد. در سال ۱۹۸۱، راشد الخضر از مؤسسه عالی هنرهای موسیقی فارغ‌التحصیل شد و از همان زمان، آغاز واقعی فعالیت هنری‌اش رقم خورد. او نخستین بار با آهنگ «رحلتی» برای عبدالله رویشد به‌طور رسمی وارد عرصه موسیقی شد. پس از آن، آهنگ «سکة سفر» را برای نبیل شعیل آهنگسازی کرد. در سال ۱۹۸۲، الخضر با درجهٔ ستوان یکم به ارتش کویت پیوست. به تدریج تا درجهٔ سرگرد ارتقا یافت. در جنگ آزادسازی کویت در سال ۱۹۹۰ شرکت داشت. در سال ۱۹۹۶ نیز به عنوان رئیس گروه موسیقی نظامی منصوب شد.
در سال ۱۹۸۳، راشد الخضر موفق به دریافت جایزهٔ بهترین آهنگساز در نظرسنجی مجلهٔ «الفن» شد. پس از این موفقیت، آهنگ‌های خود را به خوانندگان سرشناس خلیجی ارائه کرد، از جمله عبدالکریم عبدالقادر، نوال الکویتیه، رباب و نبیل شعیل. در دههٔ ۱۹۸۰، راشد الخضر مجموعه‌ای از ملودی‌های ماندگار را ارائه داد و دوئت‌های هنری برجسته‌ای شکل داد. از جمله همکاری‌های موفق او، شراکت با شاعر عبداللطیف البنای بود که با یکدیگر آثار نوآورانه و پرطرفداری را خلق کردند. با وجود موفقیت این دوئت هنری، راشد الخضر و عبداللطیف البنای با انتقاداتی روبه‌رو شدند. عده‌ای بر این باور بودند که نوآوری‌ها و تغییراتی که آن‌ها در آثارشان ارائه دادند، موجب خدشه‌دار شدن هویت اصلی ترانه کویتی شده است. در مقابل، گروهی دیگر از آن‌ها دفاع کردند و معتقد بودند که این دو، نماینده یک جریان جوان، پرشتاب و خلاق‌اند که به دیده‌شدن موسیقی کویتی در سطح خلیج فارس کمک شایانی کرده‌اند.
راشد الخضر آهنگ‌های خود را به طیف گسترده‌ای از خوانندگان ارائه داد. از جمله همکاری‌های برجسته او می‌توان به آهنگ‌هایی برای عبدالکریم عبدالقادر اشاره کرد، از جمله «للصبر آخر»، «حبیبی یزعل» و «بَسّک زعل». همچنین برای رباب، آثاری مانند «حاسب الوقت»، «آه یا حالی»، «الجرح الأول» و «کیدی أعظم» را آهنگسازی کرد. راشد الخضر همچنین با هنرمندان برجستهٔ خلیج همکاری داشت. او با عبدالمجید عبدالله در آهنگ «خلّنی بین الرموشی» کار کرد، با عبدالله الشحمان در آهنگ «یاثر بحالی»، و با راشد الماجد در قطعات معروفی چون «سرک معی» و «الله لنا». افزون بر این، او با لطیفه تونسیه در آلبوم خلیجی‌اش نیز همکاری داشت. آثار راشد الخضر در میان ترانه‌های میهنی، ورزشی و عاشقانه تنوع داشت. از برجسته‌ترین آثار ورزشی او می‌توان به «اُپرت خلیجی ۱۰» اشاره کرد که به مناسبت افتتاح جام خلیج در سال ۱۹۹۰ در کویت ساخته شد. این اپرت توسط عبدالکریم عبدالقادر و عبدالله رویشد اجرا شد.
راشد الخضر یکی از چهره‌های اصلی و تأثیرگذار در مطرح شدن عبدالله رویشد در عرصهٔ موسیقی است. رویشد در ابتدای راه خود به عنوان نوازندهٔ درامز در گروه رباعی کویت فعالیت می‌کرد و الخضر از استعداد او استقبال و حمایت کرد.
در طول مسیر هنری خود، راشد الخضر بیش از ۴۰۰ آهنگ را آهنگسازی کرده است. اما برای مدتی از آهنگسازی فاصله گرفت تا بتواند به دلیل بیماری پسرش، همراه او به خارج از کشور برای درمان برود و مراقبت‌های لازم را انجام دهد.

## درگذشت
راشد الخضر در ۷ ژانویهٔ ۱۹۹۸ در سن ۴۲ سالگی درگذشت. او پس از آنکه با دوستش، عبداللطیف بنای، به ورزش پیاده‌روی پرداخته بود، هنگام بازگشت به خانه دچار سکته قلبی شد. مراسم تشییع جنازه او با حضور گسترده‌ای از هنرمندان و ستارگان موسیقی منطقهٔ عربی خلیج فارس برگزار شد. پس از درگذشت راشد الخضر، یکی از سالن‌های مؤسسهٔ عالی هنرهای موسیقی به نام او نامگذاری شد. همچنین، بسیاری از هنرمندان برجسته‌ای که با او همکاری داشتند، از جمله شاعر عبداللطیف بنای، انور عبدالله، محمد البلوشی، نوال الکویتیه، عالیه حسین و دیگران، یاد و تأثیرات او را گرامی داشتند؛ چرا که الخضر نقش مهمی در شکل‌گیری محبوبیت و شهرت آن‌ها در منطقهٔ خلیج فارس ایفا کرده بود.

## زندگی شخصی
راشد الخضر با زنی خارج از دنیای هنر در سال ۱۹۷۹ ازدواج کرد و صاحب دو پسر و سه دختر شد. پسر بزرگ‌تر او، حَمَد، استعداد آهنگ‌سازی را از پدر به ارث برده و چندین آهنگ ارائه داده است، از جمله «مُر یا حِلو یا زِین» برای محمد المسباح و «خسرتینی» برای عبدالله رویشد، و همچنین آثار دیگری. از جمله سرگرمی‌های او، فوتبال بود.